# أنغريس
أنغريس التي أُعيدت تسميتها إلى ستيفانوبوليس في العصر البيزنطي، هي بلدة في لازيكا (في غرب جورجيا الحالية، وربما تقع في قرية خونتسي الحديثة) سجلها المؤرخ البيزنطي أغاثياس [الإنجليزية] في روايته للحرب اللازية بين الإمبراطورية البيزنطية والإمبراطورية الساسانية . وما زال موقعها الدقيق قيد الدراسة.

## التاريخ
أغاثياس تستمد اسمها القديم أنغريس من فرع من الهون الأنغريون، الذين هُزموا في هذا المكان على يد الكولخيين المحليين، وبالتالي سميت المدينة باسمهم. وفقًا لأغاثياس، كانت هناك كنيسة في المدينة مخصصة للقديس ستيفن، والذي تمت إعادة تسمية المدينة باسمه.
قام القائد الساساني ميهري ميهروي [الإنجليزية] بتحصين هذه المدينة أثناء حصاره الفاشل لأركيوبوليس. حاصر البيزنطيون الحصن دون جدوى [الإنجليزية] في عامي 554-555.